# Mistrzostwa Polski w piłce siatkowej kobiet (1946)
Mistrzostwa Polski w piłce siatkowej kobiet 1946 – 11. edycja rozgrywek o mistrzostwo Polski w piłce siatkowej kobiet. Rozgrywki miały formę turnieju rozgrywanego w Lublinie.

## Klasyfikacja końcowa
| Miejsce | Drużyna             |
| ------- | ------------------- |
| 1.      | Warta Poznań        |
| 2.      | AZS Warszawa        |
| 3.      | KS Pomorzanin Toruń |
| 4.      | AZS Lublin          |
| 5.      | Tur Łódź            |
| 6.      | Beskid Andrychów    |
| 7.      | Marymont Warszawa   |